# Catapicephala sinica
Catapicephala sinica är en tvåvingeart som beskrevs av Fan 1965. Catapicephala sinica ingår i släktet Catapicephala och familjen spyflugor. Inga underarter finns listade i Catalogue of Life.